# Ingeburg Lange
Ingeburg Lange (Lipcse, 1927. július 24. – Berlin, 2013. július 13.) német politikus.

## Élete
Margarete Müllerrel és Margot Honeckerrel együtt azon kevés nők közé tartozik, akik az NDK-ban a legmagasabb politikai szintre emelkedtek. Ő volt a SED Elnöksége Női Tagozatának vezetője. Fontos szerepet játszott az NDK abortusztörvényeinek liberalizálásában.